# 노병욱
노병욱(1982년 5월 10일 ~)은 대한민국의 마술사다.

## 방송
- 코리아 갓 탤런트 1 (2011) - Top10

## 공연
- 매직쇼 더 트리플 (2011)
- 이은결 사단의 팝매직 콘서트 ESCAPE (2011)
- 제12회 부산국제매직페스티벌 (2017)

## 경력
- 한국청소년 보호육성회 청소년 홍보대사 (2008)
- 월드스타 매직쇼 (2005)
- 서울매직페스티벌 (2005)